# Cophoprumna
Cophoprumna is een geslacht van rechtvleugeligen uit de familie veldsprinkhanen (Acrididae). De wetenschappelijke naam van dit geslacht is voor het eerst geldig gepubliceerd in 1932 door Dovnar-Zapolskij.

## Soorten
Het geslacht Cophoprumna  is monotypisch en omvat slechts de volgende soort:
- Cophoprumna surda (Dovnar-Zapolskij, 1932)